# Cascada de hielo
Una cascada de hielo es, como su nombre indica, una cascada de trozos de hielo que forma parte de algunos glaciares que se caracterizan por tener un flujo rápido y una superficie caótica muy agrietada. Quizá la consecuencia más notable del flujo glaciar, las cascadas de hielo, ocurren cuando se inclina el lecho de los glaciares o se estrechan. El término «cascada de hielo» se emplea por analogía con las cascadas de agua, un fenómeno de flujo similar aunque de mucha más velocidad. Suele reservarse la expresión cascada helada para aquellas cascadas de agua que en ciertas épocas del año están congeladas.

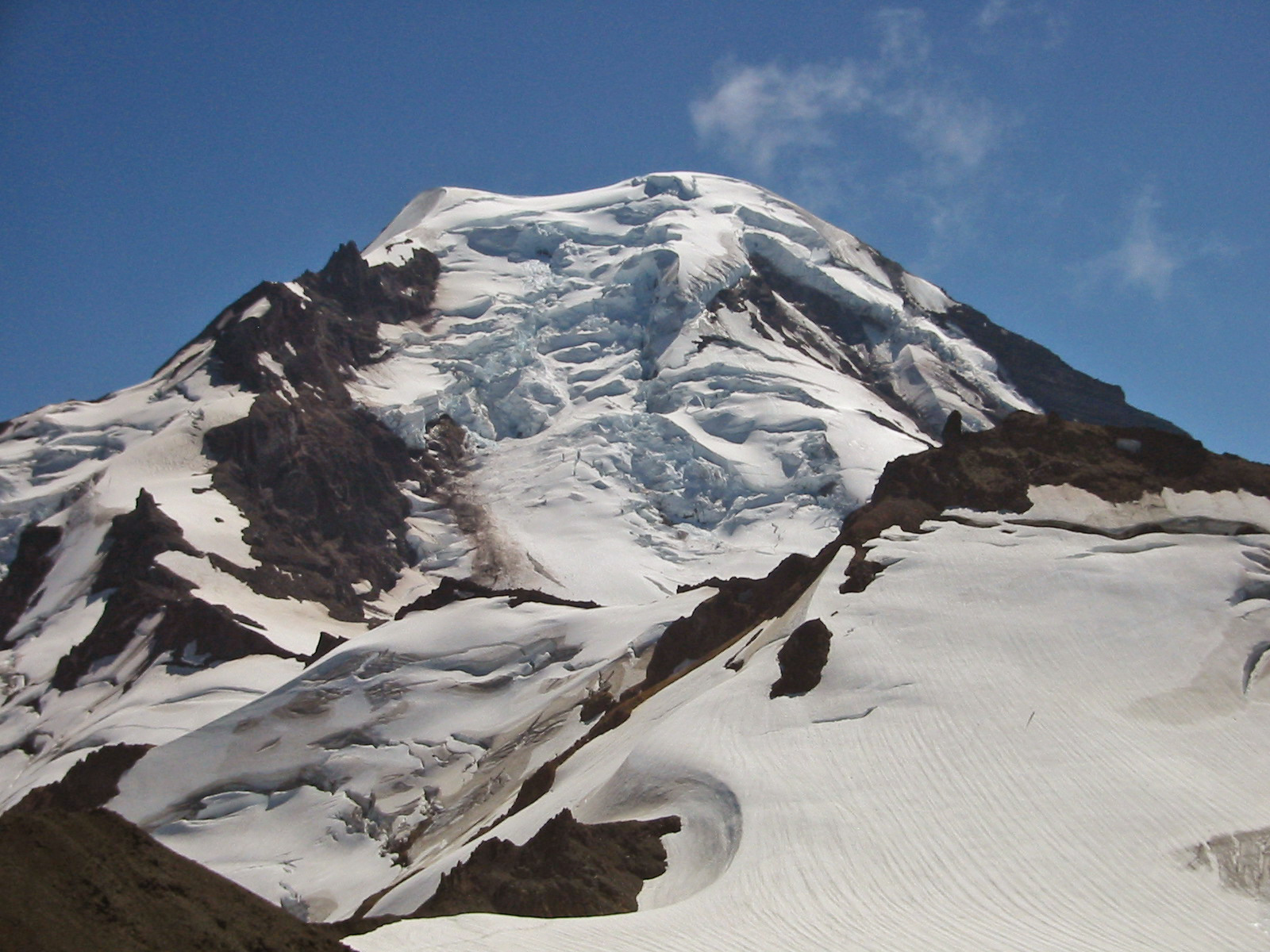
La cascada de hielo de 730 m (centro) en el glaciar Roosevelt, en el monte Baker, estado de Washington, EE. UU.

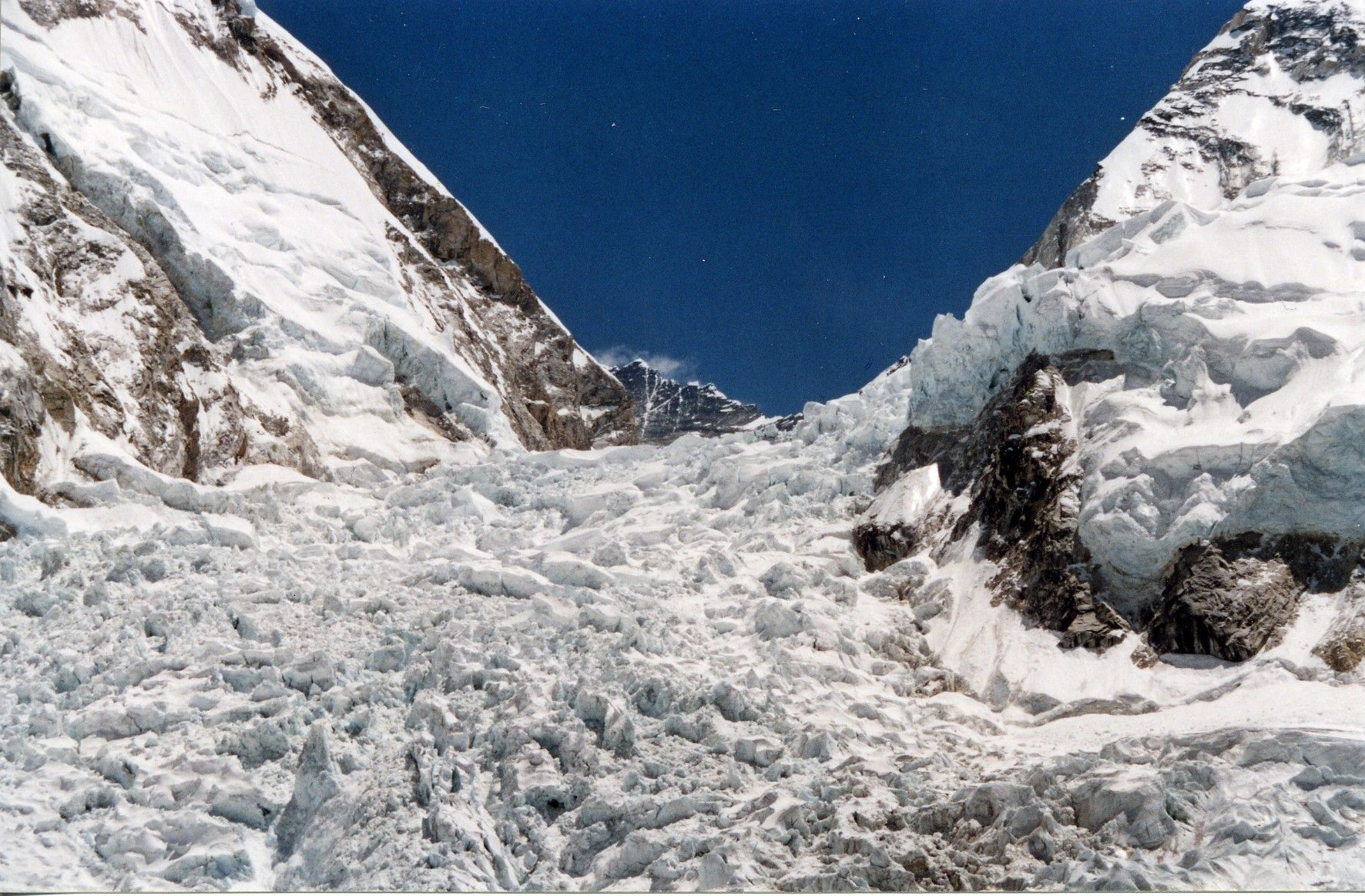
La cascada de hielo Khumbu, en el monte Everest

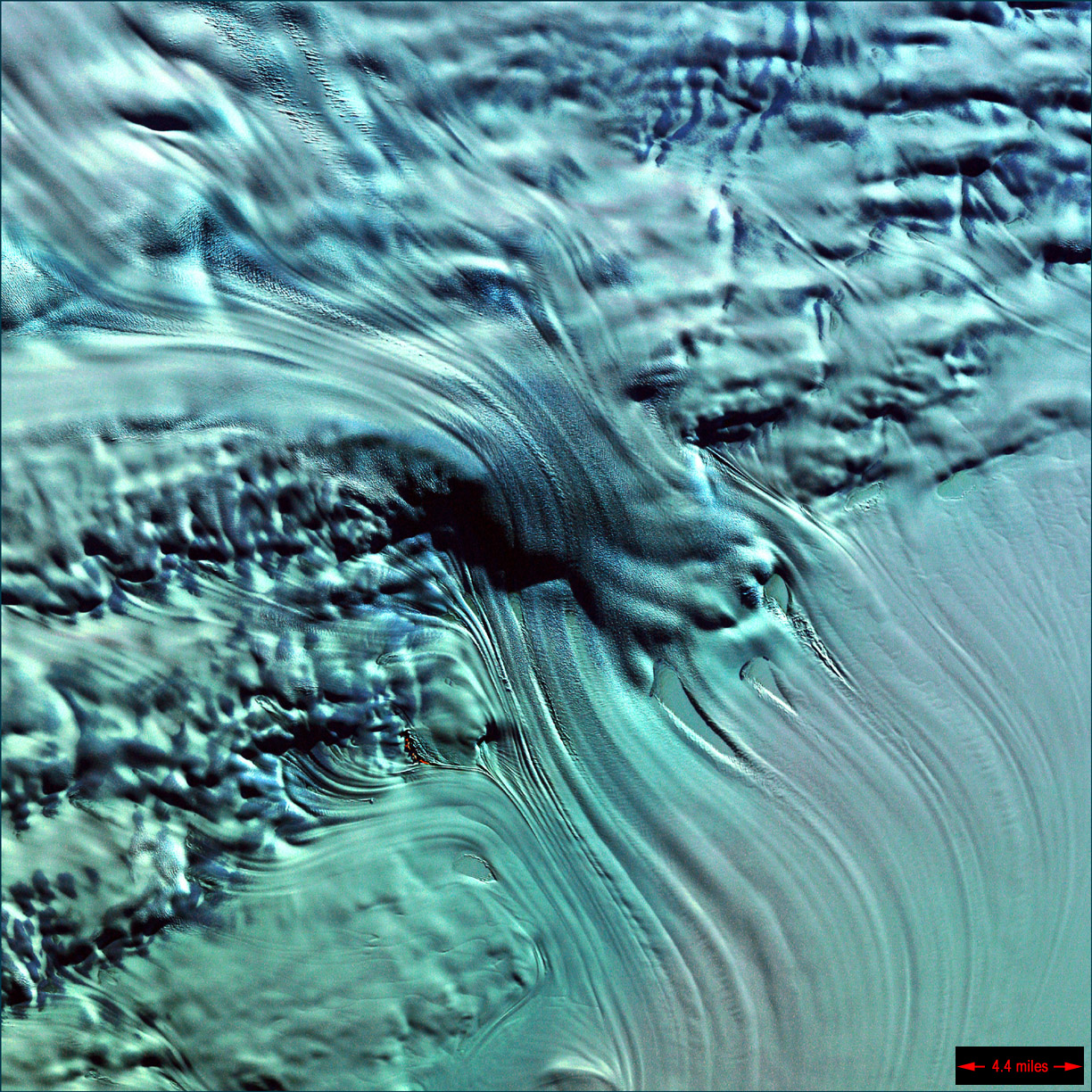
Una cascada de hielo en la alimentación del glaciar Lambert, Antártida

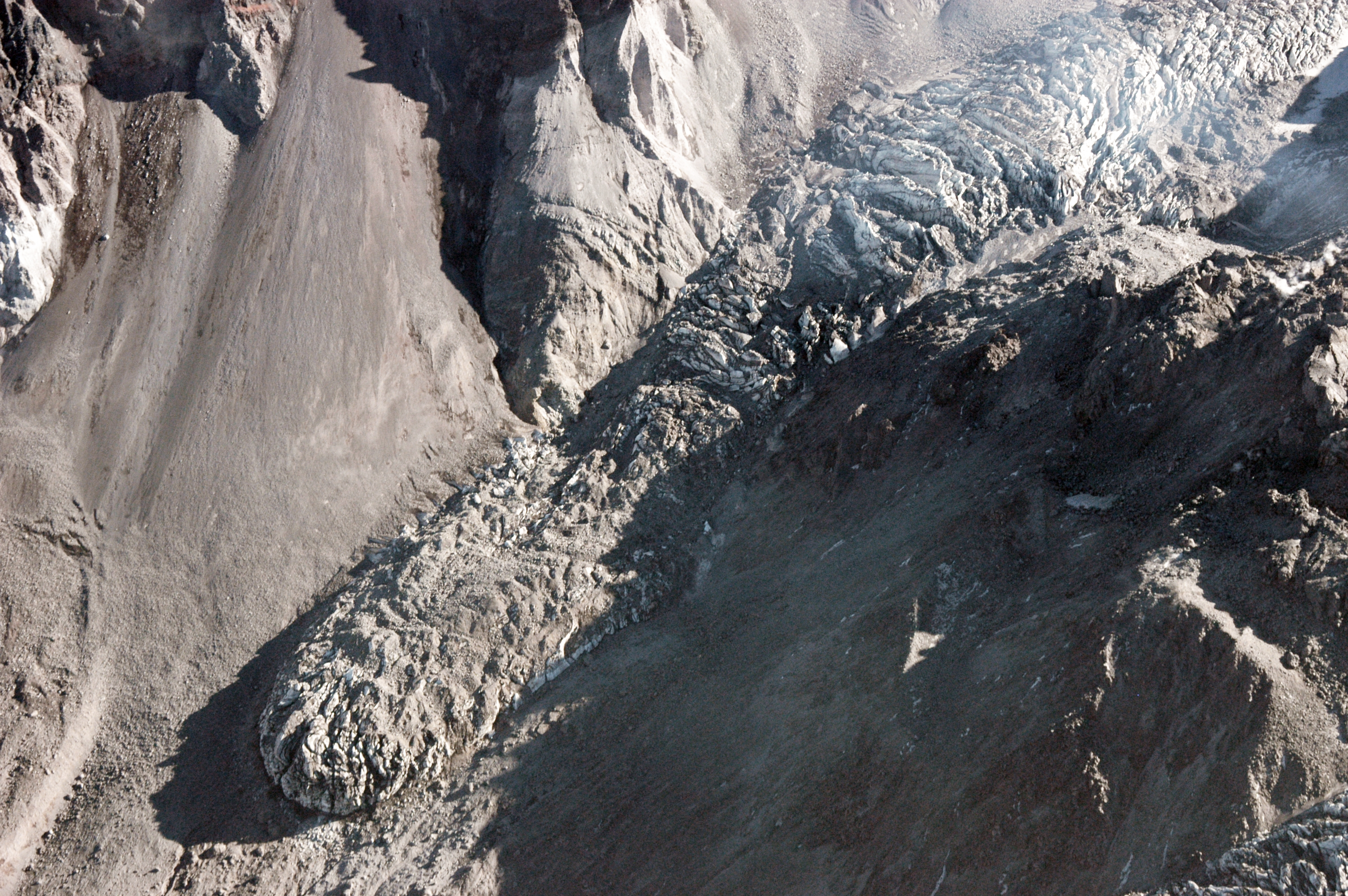
Una pequeña cascada de hielo en el lóbulo este del nuevo glaciar Crater en el monte Saint Helens.

La velocidad del flujo de hielo de los glaciares es de unos pocos cientos de metros por año o menos; sin embargo, el flujo de hielo en una cascada de hielo se puede medir en km/año. Ese fluir tan rápido no puede ser satisfecho por la deformación plástica del hielo y por ello, se fractura formando grietas. La intersección de esas fracturas forma columnas de hielo o seracs. Estos procesos son imperceptibles en la mayoría de los glaciares y sin embargo, un serac puede colapsar o caer abruptamente y sin previo aviso. Este comportamiento supone a menudo el mayor riesgo para los montañeros que escalan una cascada de hielo.
Por debajo de la cascada de hielo, el lecho del glaciar se aplana o amplía y reduce el flujo de hielo. Las grietas se cierran y la superficie del glaciar se vuelve mucho más suave y más fácil de recorrer.
Las cascada de hielo varían mucho en la altura. La cascada de hielo del glaciar Roosevelt, en la cara norte del monte Baker (en la cordillera de las Cascadas, EE. UU.), tiene unos 730 m de altura. El acantilado de hielo de la parte izquierda de la cascada de hielo cae sobre los derrubios y cubre el glaciar con una altura de 20 a 40 m. Típico de los glaciares de montaña, esta cascada de hielo se forma cuando el hielo fluye desde una meseta de gran altitud o zona de cuenca de acumulación a una zona inferior del valle de ablación. Cascada de hielo mucho mayores pueden encontrarse en la salida de los glaciares de las capas de hielo continentales. La cascada de hielo que alimenta el glaciar Lambert, en la Antártida, tiene 7 km de ancho y 14 km de largo, aunque la diferencia de elevación es de 400 m, algo menos de la mitad que la cascada de hielo del glaciar Roosevelt.
Las cascada de hielo se escalan debido a su belleza y al desafío que plantean. En algunos casos, una cascada de hielo ofrece la única ruta posible o la más fácil hasta una cara de una montaña. Un ejemplo es la cascada de hielo de Khumbu, en el lado nepalí del monte Everest, descrita como «traidora» y «peligrosa». Se encuentra a 5500 m sobre el nivel del mar.